# 大衛·賴斯 (網球運動員)
大衛·賴斯（英語：David Rice，1989年1月1日—），是一位已退役英格蘭男職業網球運動員，個人單打最高排名為283名，而雙打最高排名為177名。

## 職業生涯
2011年，賴斯和他的拍擋肖恩·索恩利成功晉級至2011年溫布頓網球錦標賽男子雙打比賽會內賽，但在第一輪輸給傑米·穆雷和謝爾蓋·斯塔霍夫斯基。
在2012年他們未能在資格賽勝出進入溫網會內賽。2013年他們取得外卡再度參加溫布頓雙打，但同樣在第一輪大戰五盤不敵馬林科·馬托塞維奇和弗兰克·莫泽而出局。
2016年他最後一場職業網球賽對斯泰法諾·納波利塔諾結束後，便宣佈退役，並成為一名網球教練。

### 雙打
| 賽事          |
| ------------- |
| 大滿貫 (0)    |
| ATP大師賽 (0) |
| ATP巡迴賽 (0) |
| 挑戰賽 (1)    |

| 賽果 | 日期      | 類型   | 巡迴賽         | 地面     | 拍擋        | 對手                        | 比分           |
| ---- | --------- | ------ | -------------- | -------- | ----------- | --------------------------- | -------------- |
| 負   | 2011年3月 | 挑戰賽 | 加拿大里穆斯基 | 室內硬地 | 肖恩·索恩利 | 崔特·休伊 瓦謝克·波斯皮西爾 | 0–6, 1–6       |
| 冠軍 | 2012年9月 | 挑戰賽 | 土耳其伊兹密尔 | 硬地     | 肖恩·索恩利 | 布萊頓·克賴因 戴恩·普罗波贾 | 7–6(10–8), 6–2 |

## 外部連結
- 大衛·賴斯（英文/西班牙文）的官方資料